# Paul Rodgers
Paul Rodgers, angleški rock pevec, tekstopisec in glasbenik, * 17. december 1949, Middlesbrough, Anglija.
Najbolj je poznan kot glavni pevec in tekstopisec v skupinah Free, Bad Company in projekt Queen + Paul Rodgers.